# Innerschwyz

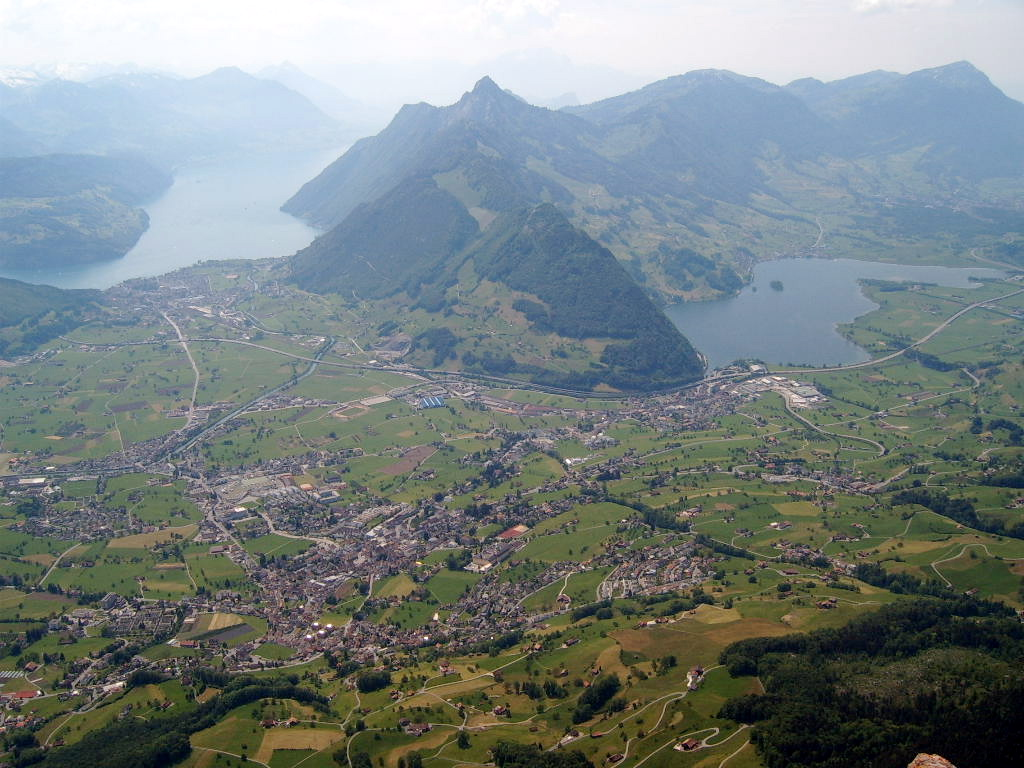
Blik op de regio vanaf de Grossen Mythen

Innerschwyz is een regio in Zwitserland. De regio bestaat uit de districten Schwyz, Gersau en Küssnacht am Rigi in het kanton Schwyz. Meestal worden ook de aan de zuidkant van de Rigi gelegen Luzernse gemeentes Greppen, Weggis en Vitznau hierbij gerekend
Deze regio, die historisch gezien tot de Waldstätten hoorde en daardoor deel had aan de stichting van Zwitserland, ligt aan de verkeersader over de Gotthardpas. Anders dan het bij de agglomeratie Zürich horende noordelijk gedeelte Ausserschwyz, is Innerschwyz meer georiënteerd naar Luzern. Omdat Ausserschwyz een opdeling van het kanton Schwyz nastreefde, heeft Innerschwyz van 1830 tot 1833 inofficieel als (half)kanton bestaan, totdat de Tagsatzung in 1833 het kanton bezette en door middel van een nieuwe grondwet de beide delen wederom verenigde. 
Toeristisch is deze regio bekend als Swiss Knife Valley vanwege de productie van het Zwitserse zakmes aldaar door Victorinox.